# Amabile di Riom
Amabile di Riom, detto il Cantore (... – 475), è stato un sacerdote romano, che è venerato come santo dalla Chiesa cattolica e da quella ortodossa.

## Agiografia
Il vescovo Sidonio Apollinare lo fece venire a Clermont come cantore della cattedrale; successivamente venne nominato parroco di Riom. Fece erigere due chiese, una dedicata a san Giovanni Battista e una a san Benigno di Digione. Acquisì fama di santità già in vita.
Dopo il X secolo, il suo corpo fu trasportato da Clermont a Riom, dove si trova ancora oggi. Le reliquie del santo sono custodite nella chiesa di san Benigno, poi rinominata di sant'Amabile.

## Culto

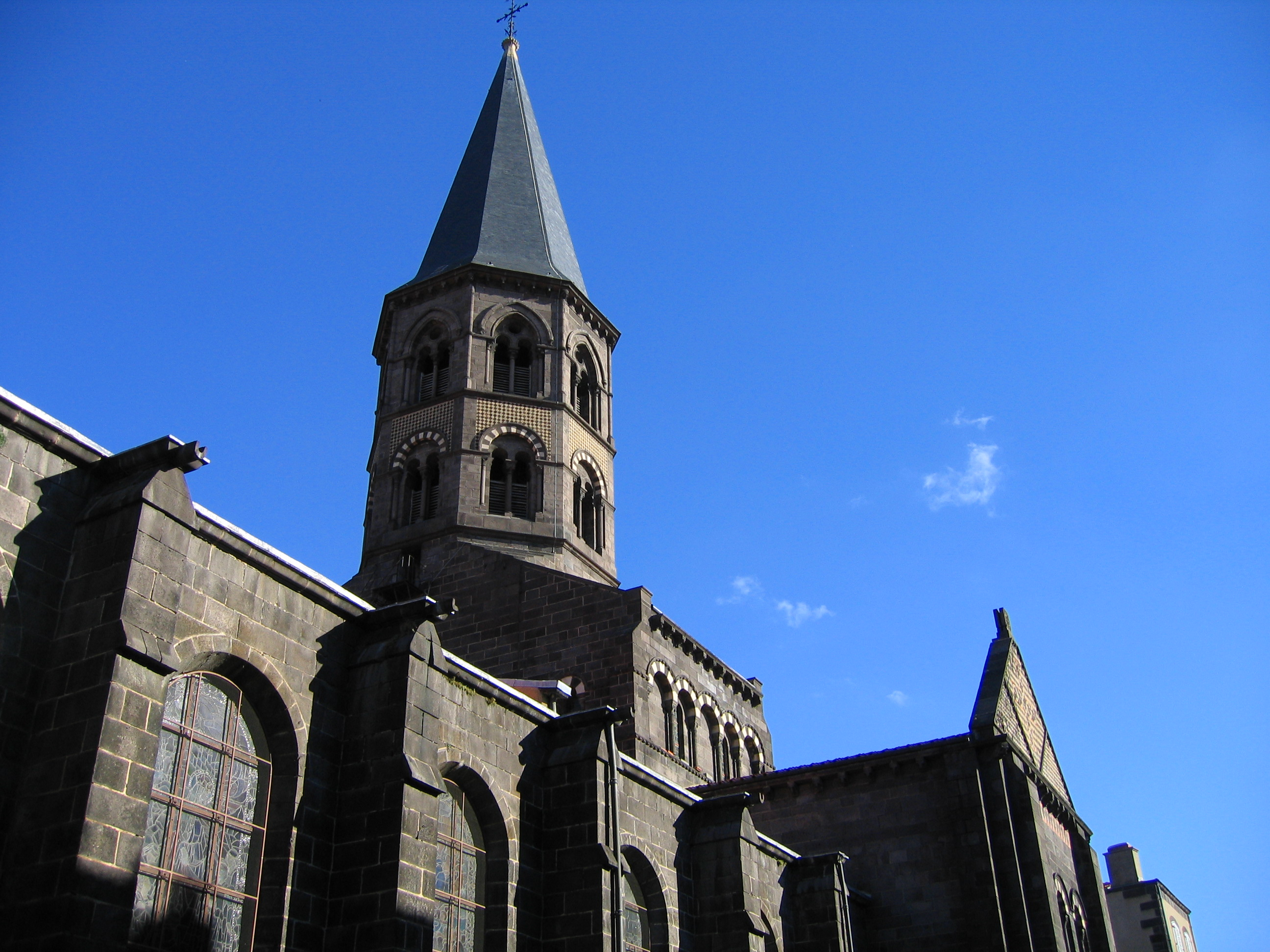
La basilica di sant'Amabile a Riom

Sant'Amabile di Riom è ricordato il 18 ottobre. È invocato contro incendi, serpenti e morsi di serpente; anche invocato contro la possessione demoniaca, la malattia mentale, veleno, bestie feroci, è il patrono dell'Alvernia e di Riom.
Dal Martirologio Romano: A Riom in Aquitania, ora in Francia, sant'Amabile, sacerdote.